# Frohnstetten
Frohnstetten ist ein Teilort der Gemeinde Stetten am kalten Markt im Landkreis Sigmaringen in Baden-Württemberg (Deutschland).

## Geographie

### Geographische Lage
Das Zentrum des Pfarrdorfs Frohnstetten liegt rund 2,6 Kilometer nordnordöstlich des Zentrums von Stetten am kalten Markt. Der Ort liegt auf dem Großen Heuberg gegen das Schmeiental und gehört zum Naturpark Obere Donau.

### Ausdehnung des Gebiets
Die Gesamtfläche der Gemarkung Frohnstetten beträgt 1459 Hektar (Stand: 30. Juni 2014).

### Ortsteile
Zu Frohnstetten gehören das Dorf Frohnstetten und das Gehöft Schmeienhöfe.

## Geschichte

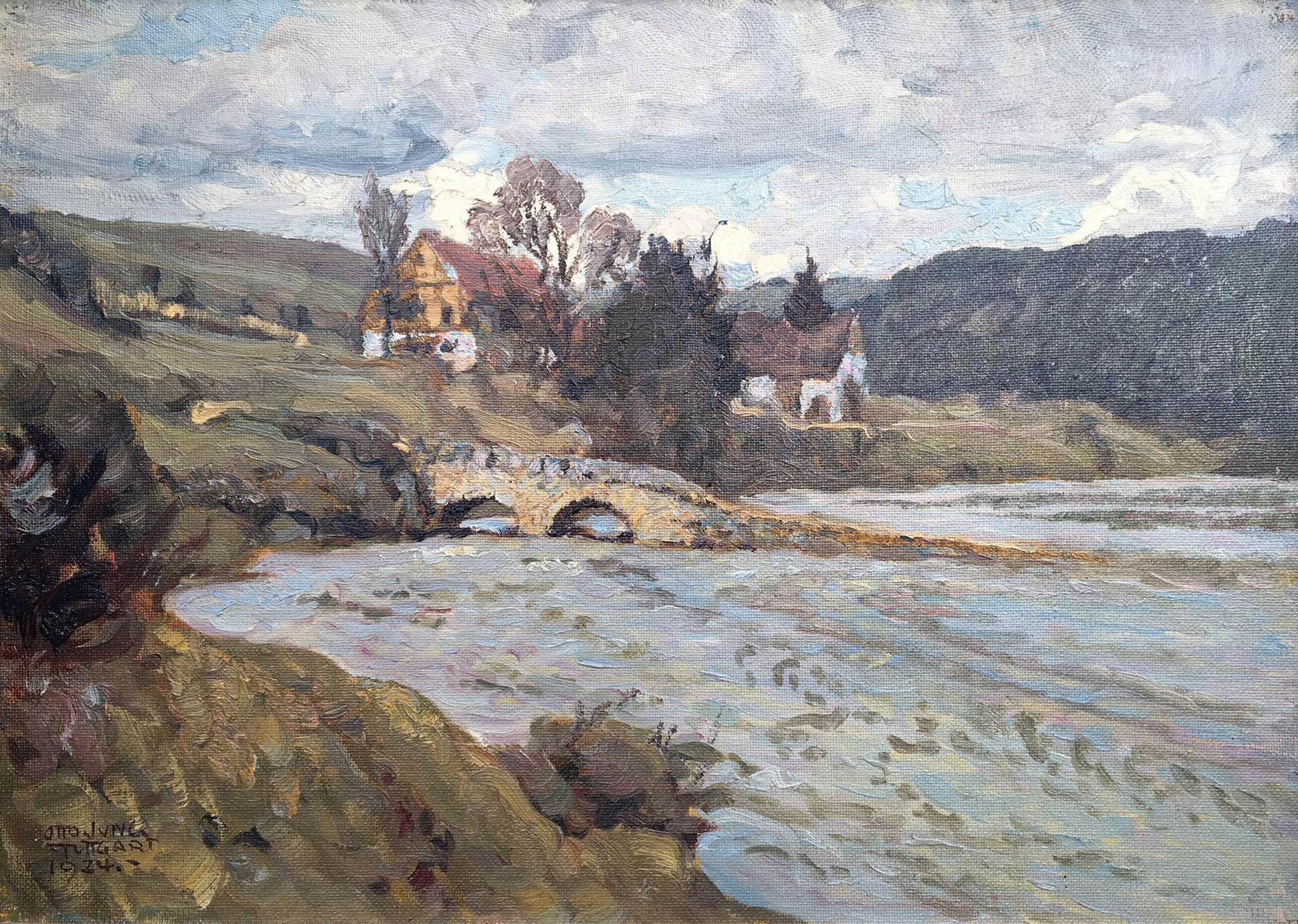
Schmeienhöfe bei Frohnstetten, gemalt 1924 von Otto Jung.

Die Frohnstetter Straßennamen „Keltenstraße“, „Römerstraße“ und „Alemannenstraße“ erinnern an eine frühe Besiedlung der Gemarkung. So fanden sich hier unter anderem alemannische Reihengräber.
Frohnstetten selbst wurde erstmals im Jahr 842 urkundlich erwähnt. Im Vertrag des Salomon mit dem Kloster St. Gallen wurde der Ort dem Kloster vermacht. Seit dem Mittelalter gehörte der Ort zur Herrschaft Straßberg. Graf Heinrich von Hohenberg gab das Lehen an das weltliche Damenstift Buchau zurück. Die Fürst-Äbtissin Anna I. von Winberg (1329–1353) übertrug das Lehen im Jahr 1345 an Rudolf von Reischach.
Danach folgten häufige Besitzerwechsel. So erwarb 1532 Dietrich Dieteg von Westerstetten das Schloss mit Straßberg samt dem Weiler Frohnstetten. Diese Besitztümer blieben für einige Generationen in der Hand der Familie von Westerstetten. Der bereits von Krankheit und baldigem Ableben gezeichnete Georg Dietrich von Westerstetten musste sich zwischen 1622 und 1625 in der „Frohnstetter Rebellion“ mit seinen aufrührerischen Untertanen in Frohnstetten auseinandersetzen. Der Konflikt wurde bis vor Kaiser Ferdinand II. getragen und wurde als „unchristliche, barbarische, boshaftige, buebische, unverantwortliche und bei den Untertanen gegen ihre ordentliche Obrigkeit nicht bald erhörte Halsstarrigkeit“ beschrieben. Der Streit nötigte zur Befriedung 50 Mann Kreistruppen samt Pferden für ein halbes Jahr nach Frohnstetten. Die beiden Frohnstetter Jakob Paur und Hans Bupser sowie der völlig unbeteiligte Bartle Mathis aus Veringenstadt wurden als Rädelsfuhrer für zwei Jahre ins Pfullendorfer Gefängnis geworfen.
Der Dreißigjährige Krieg (1618–1648) unter den Schweden und die Pest wüteten zwischen 1632 und 1635 auch hier. In dieser Zeit soll der Weiler Weinitz im Hardt abgegangen sein, dessen Bewohner zu Ehren des hl. Sebastian, Schutzpatron gegen die Pest, eine Kapelle im Hardt errichtet hatten.
Bei der Säkularisation wurde 1802 das weltliche gefürstete Damenstift Buchau aufgehoben, die Herrschaft Straßberg mit Frohnstetten wurde dem Fürstenhaus Thurn und Taxis zugesprochen, das hier das Oberamt Straßberg errichtete. Vier Jahre später musste das Fürstenhaus Thurn und Taxis seine politische Selbstständigkeit an das Fürstenhaus Hohenzollern in Sigmaringen abtreten. Durch einen Kaufvertrag gingen 1835 auch die grundherrlichen Berichtigungen an das Haus Sigmaringen über.
Frohnstetten war eine der ersten Gemeinden auf der Schwäbischen Alb, die eine Pumpleitung aus dem Tal für ihr Trinkwasser installierte. Bereits 1842 wurden zwei Brunnen in der Ortsmitte in Betrieb genommen und damit die gesundheitlichen Probleme der Regenwassernutzung beendet.
Während der Revolution von 1848 lehnten sich auch in Frohnstetten Bürger gegen die Obrigkeit auf und gründeten eine Bürgerwehr, um den Fürsten Karl von Hohenzollern-Sigmaringen zu entmachten.
Mit dem Staatsvertrag von 1849 wurde das Fürstentum Hohenzollern-Sigmaringen dem Königreich Preußen einverleibt. Frohnstetten gehörte dann zu den Hohenzollerischen Landen. Ab 1854 war Frohnstetten selbstständige Gemeinde im preußischen Oberamt Gammertingen. Als dieses 1925 zusammen mit dem Oberamt Sigmaringen den neugegründeten preußischen Landkreis Sigmaringen bildete, blieb die Selbstständigkeit erhalten. Frohnstetten gehörte damit zum Land Hohenzollern.
Gegen Ende des Zweiten Weltkriegs 1944 wurden 170 Evakuierte aus Oberhausen im Ort untergebracht. 1945 erfolgte die französische Besatzung kampflos. Frohnstetten erlebte den Aufschwung mit Niederlassungen der Textilindustrie, die vor allem den Frauen Arbeit gaben.
Durch die ungeliebte Gemeindereform wurde Frohnstetten am 1. Januar 1975 in die Gemeinde Stetten am kalten Markt eingemeindet.

### Einwohnerentwicklung
Der Ort ist mit 1089 Einwohnern (Stand: 30. Juni 2014) der größte Teilort der Gemeinde.
| Jahr | Einwohner |
| ---- | --------- |
| 1804 | 567       |
| 1876 | 780       |
| 1885 | 724       |
| 1925 | 814       |
| 1961 | 900       |
| 1970 | 1051      |
| 2010 | 1145      |
| 2011 | 1127      |
| 2014 | 1089      |

## Politik

### Ehemalige Bürgermeister
- Bürgermeister Joseph Langenstein (1834 bis 1846)[7]
- Oswald (um 1852)
- Joseph Horn (1867 bis 1873)
- Quirin Nolle, Amtsverweser (März bis Juni 1874)
- Anton Teufel (1874 bis Juni 1880)
- Joseph Langenstein (Juni 1880 bis Juli 1892)
- Johann Nolle (August 1892 bis Juli 1912)
- Konrad Sessler (August 1912 bis März 1921)
- Reinhard Brunner (Hohenz. Zentrumspartei, April 1921 bis Mai 1933)
- Johann Müller, stellvertretend (Juni 1933 bis Juli 1934)
- Otto Sessler (September 1934 bis November 1945)
- August Moser (Dezember 1945 bis Mai 1961)
- Anton Deubel (August 1961 bis Dezember 1974)

### Ortsvorsteher
- 1975–1981: Anton Deubel
- 1981–1986: Heinz Raschke[10]
- 1986–2014: Margarete Bantle[10][11]
- 2014–2022: Johann Seßler[10][11]
- seit 2023: Alfio Tomaselli

### Wappen
Das Wappen der ehemaligen Gemeinde Frohnstetten zeigt in geteiltem Schild oben in Silber ein durchgehendes rotes Kreuz, unten in Rot eine silberne Muschel.
Das Kreuz ist dem Wappen des gefürsteten adeligen Damenstifts Buchau entnommen. Die Muschel ist ein Attribut des Heiligen Silvester, Kirchenpatron von Frohnstetten.

## Kultur und Sehenswürdigkeiten

### Bauwerke

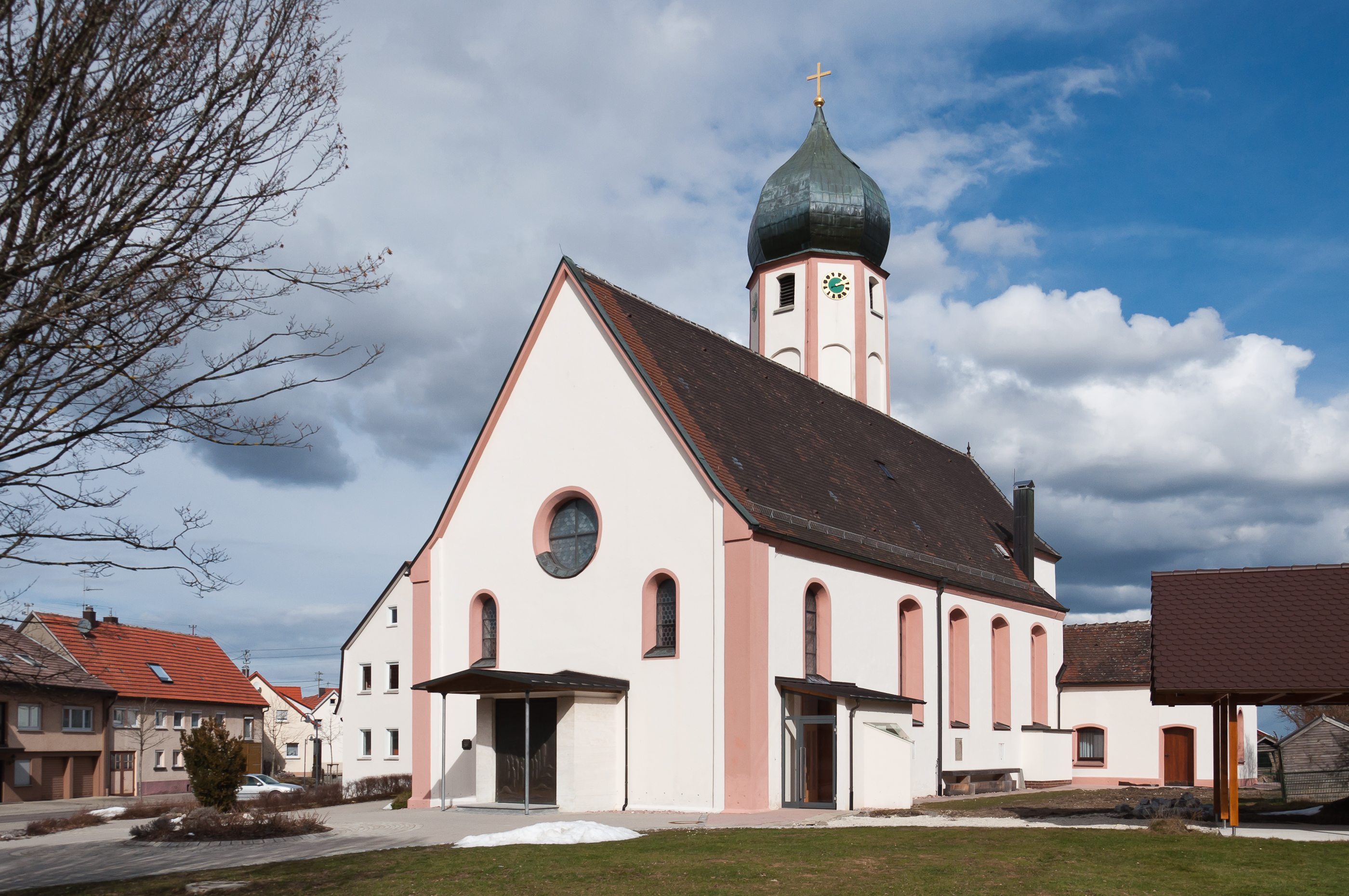
Pfarrkirche St. Silvester in der Ortsmitte.

- Im Ort befindet sich die katholische Pfarrkirche St. Silvester. Sie wurde 1617 durch Alberto Barbieri von Roveredo unter Georg Dietrich von Westerstetten und seiner Frau Barbara, geborene Schenkin von Staufenberg fertiggestellt. Sie hat ein Totenbeinhäuslein und einen Rokokoaltar. Das Altarblatt des Hochaltars stammt von dem Saulgauer Barockmaler Johann Caspar Coler.
- Die Friedhofs- oder Sebastianskapelle ist eine am 31. Juli 1938 eingeweihte[6] katholische Kapelle auf dem Friedhof von Frohnstetten[13], die in Größe und Bauplan der alten Sebastiansweiler Kapelle nachempfunden ist.[6] Die bis dahin von der Frohnstetter Kirchengemeinde genutzte Kapelle war dem Heiligen Sebastian, dem Patron gegen die Pest und ansteckende Krankheiten, geweiht. Pestüberlebende des nahe gelegenen Dorfes Weinitz im Hardt sollen der Sage nach die Erbauer dieser Kapelle gewesen sein. Da die Kapelle bereits 1625 erstmals urkundlich erwähnt wurde, könnte sie im Zusammenhang mit der in der Zimmerischen Chronik im Oberen Donautal und dessen Umgebung in den Jahren 1518 bis 1519 genannten Pestepidemie stehen.[6] 1936 mussten Sebastiansweiler mit seinen zwei Bauernhöfen und die Sebastianskapelle dem Bau eines Feldflugplatzes des Truppenübungsplatzes Heuberg weichen.[13] Das im Dezember 1936 abgetragene Material der alten Kapelle fand beim Neubau Verwendung.[14] Die Kapelle hat einen neugotischen Altar, ein Kruzifix des Bildhauers Franz Xaver Marmon sowie Plastiken des Strübbildhauers. Ein Ölgemälde eines Kriegsgefangenen zeigt die Wüstung Sebastiansweiler.[14]
- In der Ortsmitte befindet sich eine Hilb.
- Weitere Sehenswürdigkeiten sind das Alte Rathaus und die Alte Schule, heute als Bürgerhaus genutzt.
- Das Pumpenhaus/Brunnenhaus ist Zeugnis der Ortsgeschichte von Frohnstetten. Heute beheimatet es das Vereinsheim des Sportfischereivereins Frohnstetten 1978 e. V.

### Bodendenkmale
Auf Gemarkung Frohnstetten befinden sich die Fundstätten von Säugetierfossilien, u. a. Anoplotherium Chalicotherium (Krallentier), Deinotherium giganteum (Hauerelefant), Ictitherium robustum (Hyäne) und Palaeotherium curtum (Urpferd).

### Regelmäßige Veranstaltungen
- Das jährliche Hilbenfest wird von den Frohnstetter Gastronomen im Dorfmittelpunkt an der Hilb veranstaltet.

## Persönlichkeiten

### Söhne und Töchter des Ortes
- Lambert Nolle (* 1864, † 1950), Lehrer, Benediktiner und Religionswissenschaftler
- Ernst-Reinhard Beck (* 1945), Mitglied des Bundestags (CDU) von 2003 bis 2013